# 鶴岡啓一
鶴岡 啓一（つるおか けいいち、1940年（昭和15年）5月18日 - ）は、日本の政治家、官僚。千葉市長（第24・25代）等を歴任。

## 概要

### 略歴
千葉県千葉市（現：中央区）生まれ。千葉県立千葉第一高等学校（現：千葉県立千葉高等学校）、東京大学法学部第2類（公法コース）卒業。1963年、自治省（現：総務省）に入省した。本省での勤務の他建設省、国土庁、福島県、山口県への出向を経験し、自治省大臣官房審議官を最後に退官。1994年4月、千葉市助役に就任し、2000年10月まで務める。
2001年6月17日に行われた千葉市長選挙に自民・公明・保守3党の推薦と連合千葉の支援を受けて立候補。共産党推薦の元市議の千葉通子、民主党推薦の元県議の河野俊紀ら5人の候補者を破り、初当選を果たした。
2005年の市長選でも自民・公明2党の支持を受けて組織型選挙を展開。元郵政省職員の奥野総一郎ら3人の候補者を破り、再選。
2008年12月4日、千葉市議会本会議で次期市長選への不出馬を表明した。
2009年4月22日、千葉市が発注した公共事業で東京都内の建設会社に便宜を図った見返りに100万円を受け取った収賄の容疑で逮捕された。5月1日に千葉市長を辞職。
鶴岡の辞職に伴う千葉市長選挙には、副市長の林孝二郎が事実上、鶴岡後継で出馬したが、林は民主党が擁立した熊谷俊人に敗れた。
2011年3月、東京地裁は収賄罪を認め、懲役2年6月、執行猶予4年、追徴金200万円の判決を言い渡した。鶴岡は控訴するも、2012年2月東京高裁は一審の判決支持、控訴を棄却した。それに対し上告したが、2013年9月、最高裁により棄却され、一審・二審判決が確定した。

### 年譜
- 1959年3月 - 千葉県立千葉第一高等学校卒業
- 1963年
  - 3月 - 東京大学法学部第2類（公法コース）卒業[1]
  - 4月 - 自治省（現在の総務省）採用
- 1968年9月 - 福島県婦人児童家庭課長
- 1969年8月 - 福島県地方課長
- 1973年1月 - 建設省宅地政策課課長補佐
- 1975年4月 - 山口県財政課長
- 1979年3月 - 山口県総務部長
- 1982年7月 - 自治省固定資産税課長
- 1985年4月 - 自治省調整室長
- 1986年
  - 7月 - 自治省給与課長
  - 10月 - 自治省公務員第一課長
- 1987年7月 - 自治省企画課長
- 1989年7月 - 国土庁長官官房審議官
- 1990年6月
  - 自治省大臣官房審議官
  - 東京湾横断道路株式会社常務取締役
- 1994年4月 - 千葉市助役
- 2000年10月 - 千葉市助役を退任
- 2001年7月 - 千葉市長選挙に自民・公明・保守3党の推薦で出馬し、初当選
- 2005年7月 - 千葉市長再選
- 2009年5月 - 千葉市長を辞職
- 2011年3月 - 東京地裁が収賄罪で懲役2年6月（執行猶予4年）の有罪判決
- 2012年2月 - 東京高裁が控訴を棄却
- 2013年9月 - 最高裁が上告を棄却、判決確定